# Закони Ешнунни
Зако́ни Ешну́нни — один з найдавніших законодавчих пам'ятників Стародавнього Сходу, що їх датують XIX століттям до н. е. Звід законів також іноді називають «Законами Білалами» по імені царя, з правлінням якого пов'язують їх появу. Пам'ятник має величезне культурне та наукове значення, так як слугує джерелом для дослідження соціальних відносин в суспільстві Ешнунни, норм сімейного, цивільного та кримінального права.
Закони з Ешнунни знайшли при розкопках 1945—1947 років в Іраку у вигляді двох глиняних табличок-дублікатів. Одна з них була сильно пошкоджена, друга збереглася майже повністю. Припускають, що знайдені таблички є вправами учнів палацових писарських шкіл, що копіювали їх з давнішої копії, але навряд чи з оригіналу, який довірити учням було не можна. Текст на обох табличках майже тотожний, незначні відмінності носять графічний або граматичний характер. Мова пам'ятника — давньовавилонский діалект аккадської мови. Зараз таблички зберігають в Іракському музеї в Багдаді.
Законодавство складалося з 61 статті, однак останні дві не вдалося відновити через деформацію табличок. Згідно табличок велику увагу приділяли в Ешнунні регламентації торгово-економічних відносин (встановлювали певну плату в сріблі за певні товари або послуги), а також рабовласницьким відносинам. На підставі деяких статей можна зробити висновок, що раб був повною власністю господаря та відповідальність за вбивство раба вбивця ніс тільки перед його господарем. У цих табличках вперше було написано про грошове спокутування вини, якщо собака господаря сказився та покусав людину або раба. Це перша в історії письмова згадка про сказ. Основним видом покарання за різні проступки був грошовий штраф, за серйозні злочини (вбивство мушкенуму чи вільного, викрадення дівчини проти волі її батьків, порушення меж особистої власності) передбачалася смертна кара. Кримінальні справи розглядав тільки цар.

## Термінологія

### Категорії людей
- Тамкар — багатий торговець або лихвар, який перебував у той же час на службі царя.
- Людина або син людини (інакше авилум) — представник повноправного населення.
- Мушкенум — неповноправна людина, тримач царської землі.
- Шамаллум — помічник торгового агента (тамкара), дрібний торговець.
- Шинкарка — шинкарка.

### Одиниці вимірювання і ваги
- Сікль — 8,4 грама.
- Міна — 505 грамів.
- Шеум (ше) — 0,047 грама (вага одного зернятка).
- Гур — 250—100 літрів.
- Сут — 5 літрів.
- Ка — 0,84 літра.
- Пан (пі) — 30 (або 50) літрів.